# Аэби, Эрманно
Эрмано Аэби (итал. Ermanno Aebi; 22 ноября 1892 или 13 января 1892, Милан — 22 ноября 1976, Милан) — итальянский футболист, всю свою карьеру проведший за миланский «Интер». Выступал на позиции атакующего полузащитника.

## Биография
Эрмано Аэби родился 13 января 1892 года в Милане, в швейцаро-итальянской семье (отец футболиста был швейцарцем, мать — итальянкой). Начинал заниматься футболом в Швейцарии, в колледже города Невшатель. Выступал на позиции атакующего полузащитника. Является первым иностранцем, сыгравшим за сборную Италии. Дебютировал за миланский «Интер» в сезоне 1909/10, в матче против «Торино» (7:2). Всего в составе «нерадзури» Эрмано Аэби провел одиннадцать долгих лет, за которые сыграл 142 мачта, в которых забил 106 мячей.
За свой стиль игры получил прозвище «Синьора». Дебютировал в сборной Италии 18 января 1920 года, в матче с Францией. «Скуадра адзура» победила со счетом 9:4, при этом три гола забил Аэби. В сезоне 1922/23, после того как сыграл единственный матч против «Торино» (0:6), Аэби завершил выступления за «Интер», а вместе с тем и карьеру футболиста. Не попрощавшись с футболом окончательно, начал карьеру футбольного арбитра.
Умер 22 ноября 1976 года.

## Достижения
- Чемпион Италии 1909/10 и 1919/20

## Семья
- Сын — Джорджио Аэби[итал.], в высшей лиге чемпионата Италии по футболу (серия-А), сыграл 7 матчей за «Дженоа».

## Статистика
| Сезон            | Клуб             | Лига             | Чемпионат | Чемпионат | Кубок | Кубок | Еврокубки | Еврокубки | Суперкубок | Суперкубок |  | Всего за сезон | Всего за сезон |
| Сезон            | Клуб             | Лига             | Игры      | Голы      | Игры  | Голы  | Игры      | Голы      | Игры       | Голы       |  | Игры           | Голы           |
| ---------------- | ---------------- | ---------------- | --------- | --------- | ----- | ----- | --------- | --------- | ---------- | ---------- |  | -------------- | -------------- |
| 1909/10          | Интер            | Серия А          | 2         | 0         | —     | —     | —         | —         | —          | —          |  | 2              | 0              |
| 1910/11          | Интер            | Серия А          | 13        | 2         | —     | —     | —         | —         | —          | —          |  | 13             | 2              |
| 1911/12          | Интер            | Серия А          | 17        | 13        | —     | —     | —         | —         | —          | —          |  | 17             | 13             |
| 1912/13          | Интер            | Серия А          | 8         | 6         | —     | —     | —         | —         | —          | —          |  | 8              | 6              |
| 1913/14          | Интер            | Серия А          | 27        | 20        | —     | —     | —         | —         | —          | —          |  | 27             | 20             |
| 1914/15          | Интер            | Серия А          | 21        | 21        | —     | —     | —         | —         | —          | —          |  | 21             | 21             |
| 1919/20          | Интер            | Серия А          | 21        | 19        | —     | —     | —         | —         | —          | —          |  | 21             | 19             |
| 1920/21          | Интер            | Серия А          | 17        | 19        | —     | —     | —         | —         | —          | —          |  | 17             | 19             |
| 1921/22          | Интер            | Серия А          | 15        | 6         | —     | —     | —         | —         | —          | —          |  | 15             | 6              |
| 1922/23          | Интер            | Серия А          | 1         | 0         | —     | —     | —         | —         | —          | —          |  | 1              | 0              |
| Всего за Интер   | Всего за Интер   | Всего за Интер   | 142       | 106       | —     | —     | —         | —         | —          | —          |  | 142            | 106            |
|                  |                  |                  |           |           |       |       |           |           |            |            |  |                |                |
| Всего за карьеру | Всего за карьеру | Всего за карьеру | 142       | 106       | —     | —     | —         | —         | —          | —          |  | 142            | 106            |